# Líšná, Rokycany
Líšná là một làng thuộc huyện Rokycany, vùng Plzeňský, Cộng hòa Séc.